# 2 Sudecki Pułk Czołgów

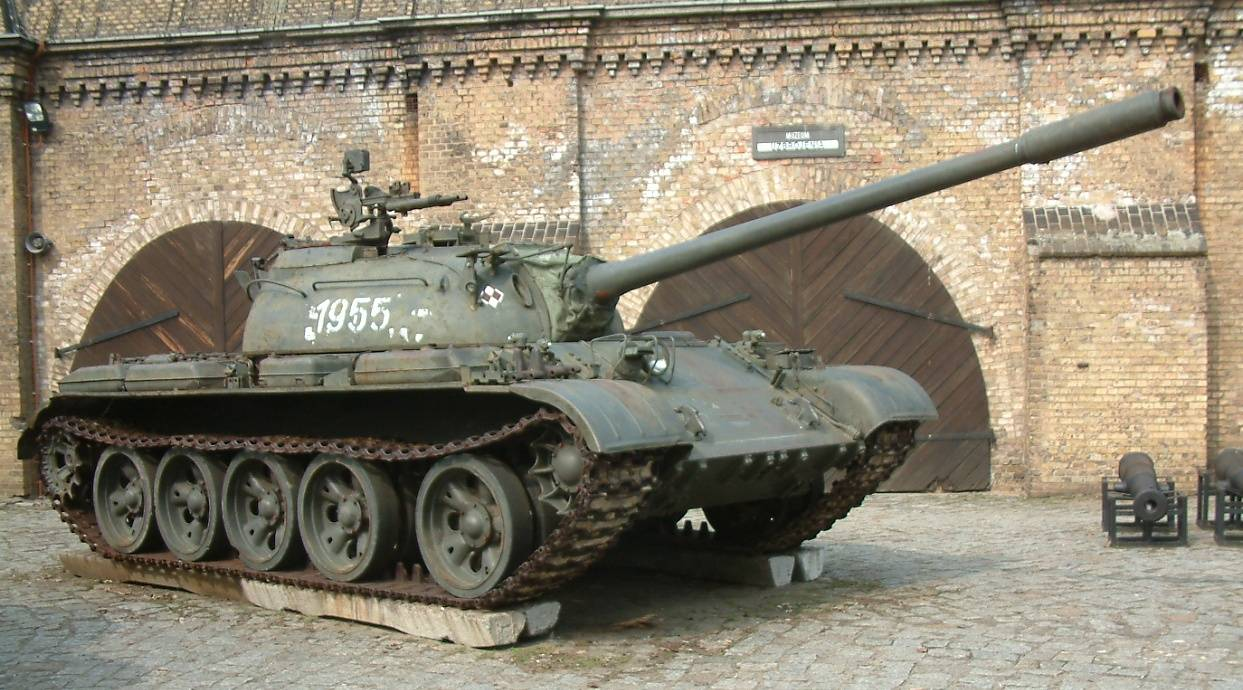
Czołg podstawowy pułku -T-55

2 Sudecki pułk czołgów średnich (2 pcz) – oddział wojsk pancernych ludowego Wojska Polskiego.

## Historia
Pułk powstał 19 marca 1946 w wyniku przeformowania 2 Brygady Pancernej, która wcześniej wchodziła w skład 1 Drezdeńskiego Korpusu Pancernego (Korpus rozformowano w październiku 1945).
W latach 1946–1948 pułk był samodzielną jednostką podporządkowaną bezpośrednio dowódcy Okręgu Wojskowego Poznań. Stacjonował we Wrześni. W kwietniu 1949 pułk włączono w skład 10 Sudeckiej Dywizji Pancernej i przeniesiono do Opola (zajmował koszary przy ul. Niemodlińskiej). W latach 1950–1954 pułk znajdował się w składzie 10 Dywizji Zmechanizowanej (przeformowanej z 10 Dywizji Pancernej), a od 1955 ponownie w składzie 10 Dywizji Pancernej (utworzonej na bazie 10 Dywizji Zmechanizowanej).
Pułk należał do przodujących jednostek zarówno w składzie 10 Dywizji Pancernej, jak i Śląskiego Okręgu Wojskowego. Za wysokie wyniki szkoleniowe był wielokrotnie wyróżniany w rozkazach dowódcy okręgu i ministra ON. 
W 1989 roku 2 pułk czołgów przekształcono w 59 pułk zmechanizowany znajdujący się w składzie 10 Dywizji Zmechanizowanej (powstała na bazie 10 Dywizji Pancernej w ramach reorganizacji wszystkich dywizji pancernych i zmechanizowanych WP na strukturę zunifikowaną). 
W momencie przejścia dywizji na strukturę brygadową w 1994 roku pułk został rozformowany.

## Struktura organizacyjna i uzbrojenie (1978)
- dowództwo i sztab
- 5 kompanii czołgów po trzy plutony czołgów - 16 czołgów średnich T-55A[b] w każdej
- kompania piechoty zmotoryzowanej - 10 transporterów opancerzonych SKOT-2A
- kompania rozpoznawcza – 7 opancerzonych samochodów rozpoznawczych BRDM-2
- bateria plot – 4 samobieżne działa [przeciwlotnicze ZSU-23x4 Szyłka
- kompania saperów – 4 mosty towarzyszące  BLG-67, 5 transporterów inżynieryjnych SKOT-Inż.
- kompania łączności - wozy dowodzenia SKOT R-2 i R-3
- kompania medyczna
- kompania remontowa - wozy zabezpieczenia technicznego WZT-2 (na podwoziu czołgu T-55)
- kompania zaopatrzenia
- pluton ochrony i regulacji ruchu - 1 czołg T-55AD (dowódcy pułku)
- pluton chemiczny - opancerzone samochody rozpoznawcze BRDM-2Chem

Podstawowe uzbrojenie pułku: 81 czołgów średnich T-55A, 10 transporterów opancerzonych SKOT-2A, 4 przeciwlotnicze działa samobieżne ZSU-23x4 Szyłka

## Żołnierze pułku
Dowódcy pułku
- ppłk Franciszek Sadowski (18.07.1951-26.10.1953)
- ppłk Paweł Stecki (był w 1956)[5]
- ppłk Jerzy Góral (1964-1968)
- ppłk Romuald Adamski
- mjr dypl. Władysław Saczonek
- mjr dypl. Marian Robełek (1976-1978)
- mjr dypl. Zbigniew Owczarek
- mjr dypl. Andrzej Kowalczyk
- Mieczysław Frąszczak

Oficerowie
- Adolf Humeniuk
- por. Marek Samarcew